# 横江桥乡
横江桥乡，是中华人民共和国湖南省怀化市靖州苗族侗族自治县下辖的一个乡镇级行政单位。

## 行政区划
横江桥乡下辖以下地区：
桥上村、朝阳村、爱国村、沙堆村、黎溪村、黎江村、双合村和新江村。